# Vlag van Boekelo

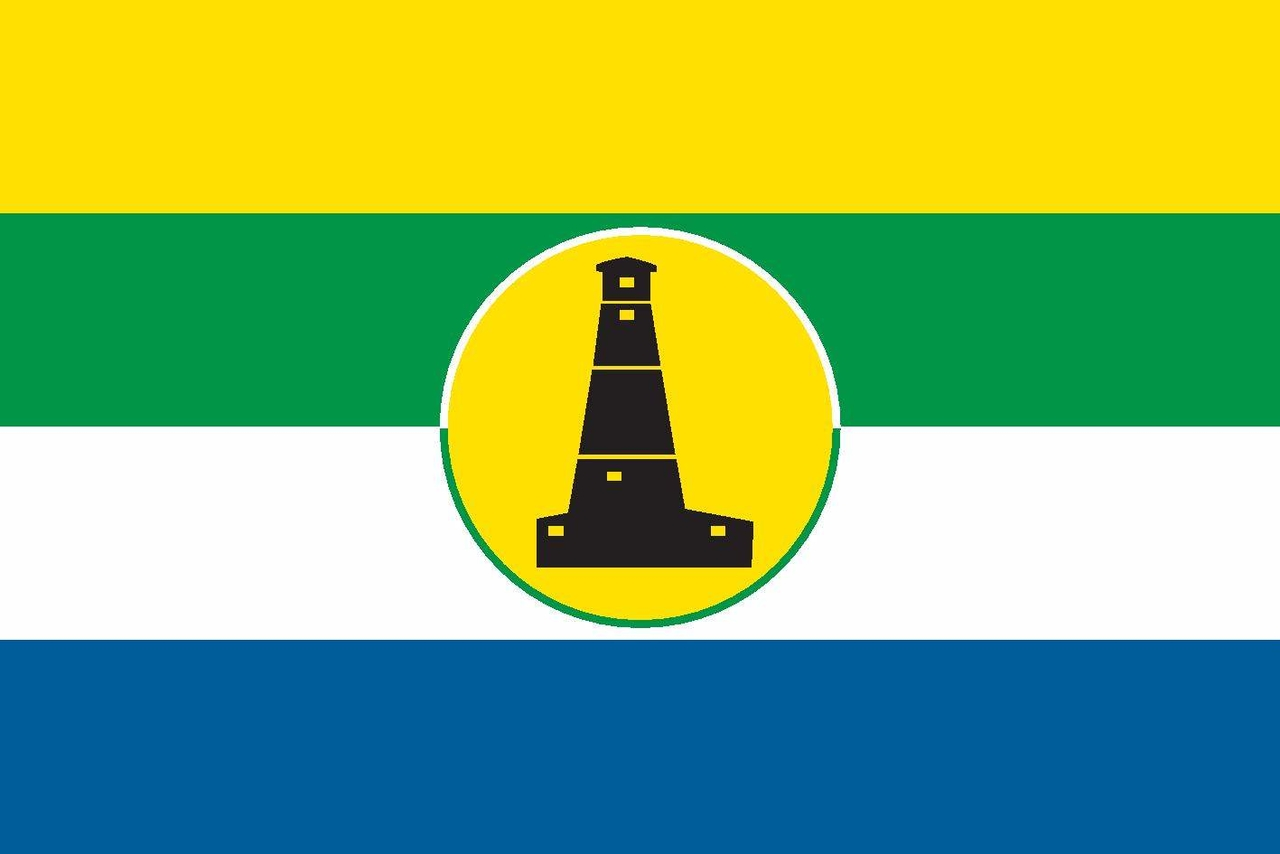
Vlag van Boekelo

De vlag van Boekelo is de vlag van de Nederlandse dorp Boekelo, in de Overijsselse gemeente Enschede. De vlag is op 10 augustus 1994 in gebruik genomen.

## Beschrijving
De beschrijving kan als volgt luiden:
Vier banen van gelijke hoogte in de kleuren geel-groen-wit-zwart, met in het midden een gele schijf op 9/20 van de vlaghoogte, en op de schijf een zwarte boortoren.

## Symboliek
De vier kleuren hebben elk een symbolische betekenis.
- Geel: het gewonnen zout bracht de welvaart, ook gesymboliseerd door de gouden munt met daarin de boortoren.
- Groen: daarboven kwam grond waarop het bos groeide.
- Wit: in die zee sloeg het zout neer.
- Blauw: ooit was hier de zee.

Belt-Schutsloot
· Blankenham
· Boekelo
· Buurse
· Giethoorn
· Herxen
· Hoonhorst
· Kuinre
· Mariënheem
· Oldemarkt
· Ossenzijl
· Scheerwolde
· Slangenbeek
· Vollenhove
· Zenderen